# Cipressa
Cipressa är en ort och kommun i provinsen Imperia i regionen Ligurien i Italien. Kommunen hade 1 253 invånare (2018).